# Augusto Magli
Augusto Magli   (Molinella, 9 de març de 1923 - São Paulo, 1 de novembre de 1998) fou un futbolista italià de la dècada de 1940.
Fou 1 cop internacional amb la selecció de futbol d'Itàlia amb la qual participa al Mundial de 1950 i un cop internacional amb la selección d'Itàlia B.
Pel que fa a clubs, destacà a ACF Fiorentina i Udinese Calcio.